# Raucourt-au-Bois
Raucourt-au-Bois és un municipi francès, situat a la regió dels Alts de França, al departament del Nord. L'any 2006 tenia 151 habitants. Limita al nord amb Potelle, al nord-est amb Jolimetz, a l'est amb Locquignol, al sud amb Englefontaine i a l'oest amb Louvignies-Quesnoy.

## Demografia
| 1962                                       | 1968 | 1975 | 1982 | 1990 | 1999 |
| ------------------------------------------ | ---- | ---- | ---- | ---- | ---- |
| 135                                        | 152  | 124  | 138  | 133  | 149  |
| Des de 1962: població sense dobles comptes |      |      |      |      |      |

## Administració
| Període   | Identitat           | Partit |
| --------- | ------------------- | ------ |
| 2001-2009 | Jean-Pierre Maillot |        |
| 2009-     | Jean-Pierre Noël    |        |